# Franco Giacomazzi
Franco Giacomazzi, talijanski automobilist, koji se natjecao u hrvatskim natjecanjima. Član AK Opatija Motorsport i ASD Funny Team. Pobjeđivao na automobilističkim natjecanjima i osvajao mjesta na postoljima. Bio je 2018. drugi na Grobniku u ukupnom plasmanu u HAKS-ovom kupu Formule driver i prvi u klasi sport/sprint +2000 ccm. Vozio na natjecanjima automobil Lancia Delta Evo Proto.  Godine 2018. bio je treći u ukupnom poretku HAKS-ova kupa Formule driver u klasi 6, od čega je dvaput pobijedio. Godine 2019. bio je triput pobijedio u klasi 6 Formule Driver, na Učkoj i Limskom kanalu te je ukupno bio treći u kategoriji 6 te sezone.